# أسطرلاب البحار

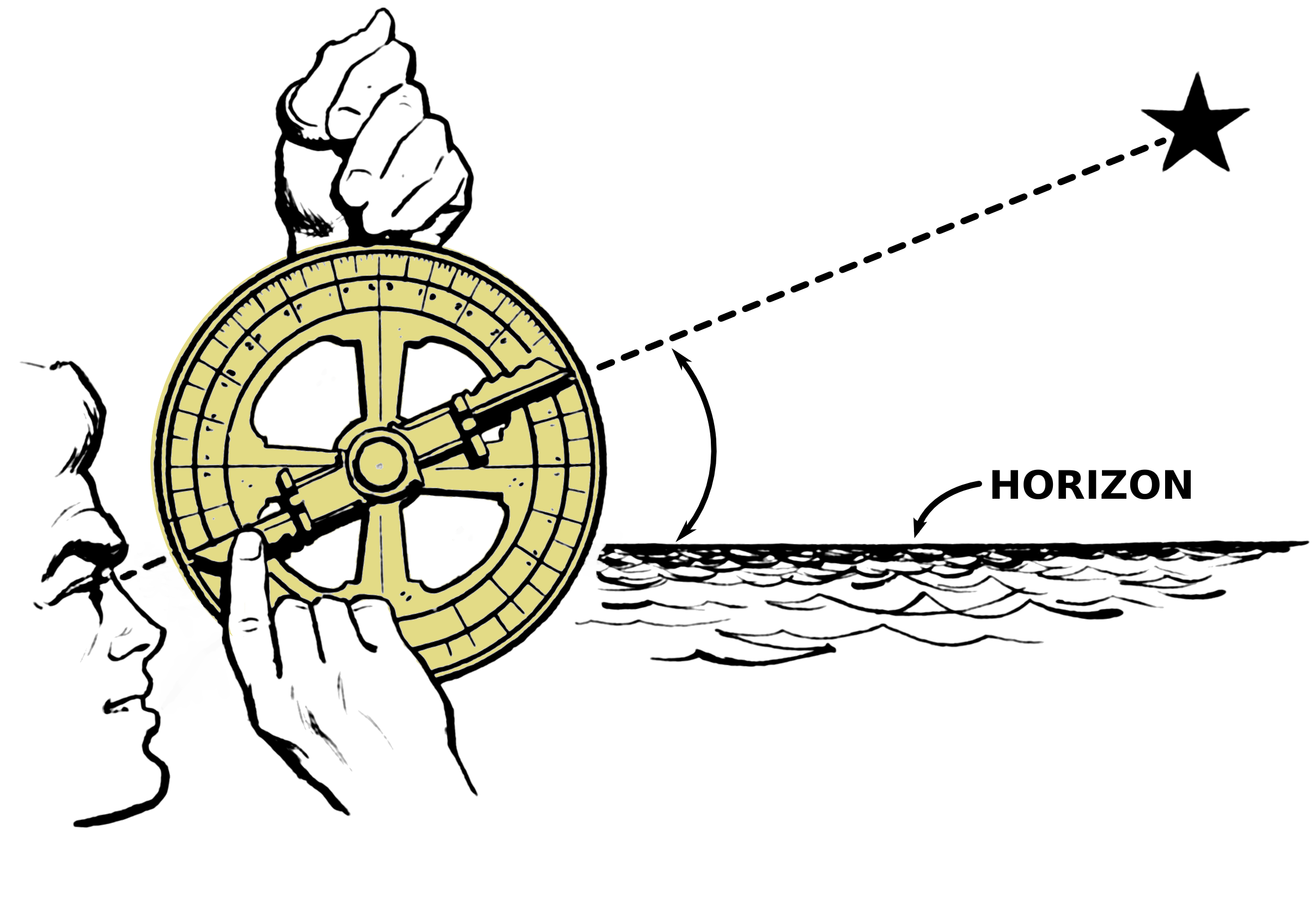

أسطرلاب البحّار أو الأسطرلاب البحري هو مميال استُخدم لتحديد العروض الجغرافية للسفن في البحار عن طريق قياس ارتفاع الشمس وقت الظهيرة (الانحراف) أو ارتفاع خط الزوال السماوي لنجم ذي ميل معروف. على عكس الأسطرلاب عادي، كان الأسطرلاب البحري عبارةً عن دائرة متدرجة مع عضادة تُستخدم لقياس الزوايا الرأسية. صُمم للسماح باستخدامه على متن القوارب في المياه العاصفة و/أو في الرياح العاتية، وهو أمرٌ لم يكن الإسطرلاب العادي مجهزًا للتعامل معه. في القرن السادس عشر، كان يُطلق على الأداة اسم حلقةٍ أيضًا.

## نظرة تاريخية
يعود أول استخدام للأسطرلاب البحري إلى عدة تواريخ في الماضي. أقرب تاريخ، 1295، هو لعالم الفلك المايوركي رامون يول. تتراوح التواريخ اللاحقة حول أواخر القرن الخامس عشر، حيث ادعى صموئيل بيرشاس أن الأداة استُخدمت للملاحة البحرية من قبل مارتن بهيم، وهو بحار لا يعتبره المؤرخين مصدرًا موثوقًا. على أي حال، كانت الأداة معروفةً بالتأكيد بحلول نهاية القرن الخامس عشر. مع ذلك، يُنسب إنشاء واتقان الأسطرلاب البحري للملاحين البرتغاليين خلال بداية الاكتشافات البرتغالية. يعود أقدم وصف معروف لكيفية صنع واستخدام الأسطرلاب البحري إلى كتاب مارتين كورتيس دي ألباكار، الذي نُشر عام 1551، على الرغم من أن المبدأ الأساسي يشابه مبدأ البندول القوسي الذي استُخدم في بناء الأهرامات المصرية.
هناك أدلة قوية على أن تصميم الأسطرلاب البحري قد اشتُق مباشرةً من الأسطرلاب الكوكبي، إذ تشير الأمثلة المبكرة إلى بعض العلامات (على سبيل المثال مصطلحي المحور الأفقي umbra recta والمحور الرأسي umbra versa) للأداة السابقة دون أن تمتلك نفس المكونات. 
استبدل الأسطرلاب البحري أو استكمل أدوات قديمة مثل السارية التقاطعية أو الربع كأداة للملاح. استُخدم الأسطرلاب البحري حتى منتصف القرن السابع عشر، أو حتى نهايته على الأكثر. استُبدل بأدوات أكثر دقة وسهولة في الاستخدام مثل ربع ديفيس. بحلول أواخر القرن التاسع عشر، بدأ البحارة في استخدام أداة السدس ثم نظام التموضع العالمي (جي بّي إس) بدءًا من الثمانينات.
على الرغم من أن الهيكل النحاسي الثقيل للإسطرلاب ساعده على الصمود في البيئات البحرية لفترات طويلة، فنادرًا ما يُستخدم الأسطرلاب البحري اليوم. في عام 2017، كان هناك 108 أسطرلاب معروف فقط. توجد أكبر مجموعة في متاحف البرتغال. يحتوي متحف كوربوس كريستي للعلوم والتاريخ في تكساس، الولايات المتحدة، على أسطرلاب بحري يعود إلى عام 1554، الذي استُرد من حطام سفينة سان إستيبان. 
يعود تاريخ أقدم أسطرلاب بحري قرصي مُكتشف إلى الفترة بين عامي 1496 و1501، إذ اكتُشف عام 2014 من قبل عالم البحار ديفيد إل. ميرنز في موقع حطام سفينة ناو إزميرالدا البرتغالية، التي غرقت قبالة سواحل عُمان عام 1503. جرى تأكيد الأسطرلاب عن طريق المسح بالليزر، الذي كشف عن سلسلة من 18 تدرجًا ذات فترات مكونة 5 درجات، وقد سُمي بإسطرلاب سودري. اقتُرح أن أسطرلاب سودري هو أداة انتقالية بين الأسطرلاب الكوكبي الكلاسيكي، الذي استُوحي منه الإسطرلاب النحاسي، والأسطرلاب مفتوح العجلة الذي بدأ استخدامه قبل عام 1517. 

## صناعة الأسطرلاب
صُنع الأسطرلاب البحري من النحاس. بما أن الوزن الخفيف كان مفيدًا عند استخدام الأداة على سطح السفينة أو في ظل الرياح العاتية، فإن المواد الأخرى، مثل الخشب أو العاج، لم تكن مرغوبةً على الرغم من صنع بعض الأسطرلابات الخشبية. صُنعت الأسطرلابات البحري المبكرة من صفائح نحاسية. لكن بسبب وزنها الخفيف، كان أداؤها ضعيفًا في البحر. بدأت صناعة الإطارات النحاسية المصبوبة الثقيلة في منتصف القرن السادس عشر وكانت أفضل بكثير. نظرًا لارتباط دقة الأداة بنصف قطر الدائرة المقسمة، فقد صُنعت بأكبر حجم ممكن عمليًا.
وبما أن شكل الصفيحة الكبيرة للإسطرلاب الكوكبي جعله حساسًا للرياح، فقد زُود الأسطرلاب البحري بإطار. سمحت الفتحات الموجودة في الإطار بمرور الرياح، ما قلل من اهتزاز الأداة.
كانت الوظيفة الأساسية للجهاز هي قياس الزوايا. بالتالي تمتعت الأداة بحلقة متدرجة. امتلكت الأدوات المبكرة 90 درجةً فقط، في حين امتلكت الأدوات اللاحقة 360 درجةً بالكامل حول طرفها. كان الغرض الوحيد للبرامق هو دعم النقطة المحورية للعضادة. من أجل خفض مركز كتلة الأداة وبالتالي زيادة فترة حركتها كوسيلة لتثبيتها، عادة ما أُضيف المزيد من النحاس إلى الجزء السفلي داخل الحلقة.
كانت العضادة حرةً في الدوران حول مسمار يمر عبر مركز الأداة. شُقت عنفات العضادة أو خُرمت بفجوة للسماح للمستخدم بمحاذاة العضادة.
امتلك الأسطرلاب حلقةً علوية للسماح بتعليقه عموديًا.